# Monica (filme)
Monica é um filme de drama de 2022 dirigido por Andrea Pallaoro a partir de um roteiro de Pallaoro e Orlando Tirado. É estrelado por Trace Lysette, Patricia Clarkson, Emily Browning e Adriana Barraza.
O filme teve sua estreia mundial no 79º Festival Internacional de Cinema de Veneza em 3 de setembro de 2022 e foi lançado pela IFC Films nos Estados Unidos em 12 de maio de 2023.

## Enredo
Uma mulher trans afastada de sua família volta para casa para cuidar de sua mãe moribunda.

## Elenco
- Trace Lysette como Monica
- Patricia Clarkson como Eugenia
- Emily Browning como Laura
- Adriana Barraza como Leticia
- Joshua Close como Paul

## Produção
Em 2016, Trace Lysette fez o teste para o papel titular, ganhando o papel, e depois tornou-se produtora executiva.
Em setembro de 2020, Patricia Clarkson, Trace Lysette, Anna Paquin e Adriana Barraza se juntaram ao elenco do filme, com Andrea Pallaoro dirigindo a partir de um roteiro que escreveu ao lado de Orlando Tirado. Em junho de 2021, Emily Browning se juntou ao elenco do filme, substituindo Paquin que saiu do projeto devido a conflitos de agenda.
A filmagem começou em junho de 2021.

## Lançamento
O filme teve sua estreia mundial no 79º Festival Internacional de Cinema de Veneza em 3 de setembro de 2022, onde Lysette foi aplaudida de pé por 11 minutos por sua atuação. Em dezembro de 2022, a IFC Films adquiriu os direitos de distribuição do filme. Foi lançado nos Estados Unidos em 12 de maio de 2023.

## Recepção
No site agregador de críticas Rotten Tomatoes, 84% das 50 resenhas dos críticos são positivas, com uma classificação média de 7,8/10. O consenso do site diz: "Apoiada por uma poderosa atuação principal de Trace Lysette, Monica segue uma busca pessoal que é tão lindamente filmada quanto emocionalmente ressonante." Metacritic, que usa uma média ponderada, atribuiu ao filme uma pontuação de 74 em 100, com base em 13 críticos, indicando críticas "geralmente favoráveis".

## Prêmios e indicações
| Associações               | Ano  | Categoria                          | Nomeações     | Resultado |
| ------------------------- | ---- | ---------------------------------- | ------------- | --------- |
| Independent Spirit Awards | 2024 | Melhor Atuação Principal           | Trace Lysette | Indicada  |
| GLAAD Media Awards        | 2024 | Melhor Filme – Lançamento Limitado | Monica        | Venceu    |